# Come Josephine in My Flying Machine

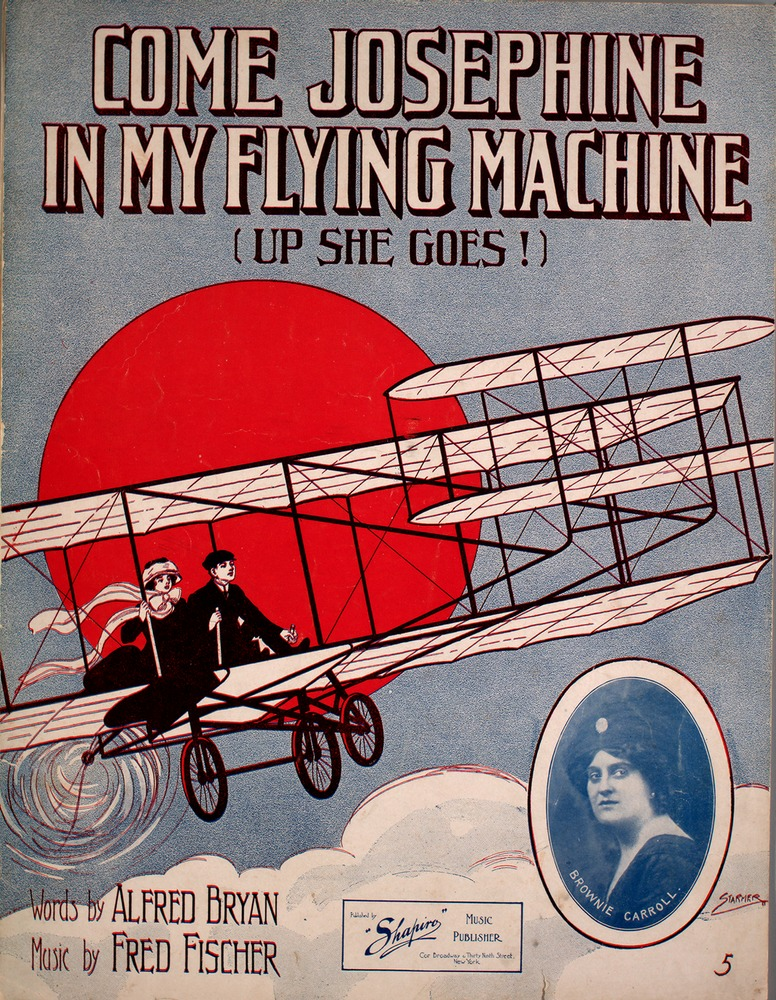
Capa de partituras de 1910

Come Josephine In My Flying Machine (Em português: Venha Josephine na Minha Máquina Voadora) é uma música de Fred Fisher e escrita por Alfred Bryan. Quando feito por Fred Fisher e escrita por Alfred Bryan em 18 de outubro de 1910, este grande padrão foi o primeiro grande sucesso de Bryan e o mais memorável. Foi gravada no mesmo ano pela Blanche Ring. Sua gravação alcançou o primeiro lugar em 1911. Ada Jones, Billy Murray e The American Quartet gravaram sua própria versão da música em novembro de 1910 e lançaram o álbum em 1911, com o single alcançando o primeiro lugar.

## História
Come Josephine foi aparentemente baseada em Josephine Sarah Magner (22 de abril de 1883 - 15 de julho de 1966), que foi talvez a primeira mulher paraquedista na América com seu salto inicial em 1905. Ela foi casada com o pioneiro da aviação Leslie Burt Haddock (10 de abril , 1878 – 4 de julho de 1919), fez centenas de saltos e ajudou Haddock na construção do primeiro dirigível do Exército dos EUA (Signal Corps Drivable Number 1) projetado por seu tio Thomas Scott Baldwin.
A música fala sobre um jovem trazendo sua namorada em um vôo em seu avião pessoal. Escrito nos primórdios da aviação, expressa o otimismo tecnológico da época. Por exemplo, a música menciona o casal sentindo que poderia "atingir a Lua", um feito que acabou sendo realizado menos de 70 anos após o lançamento do padrão.

## Na cultura popular
- A comédia de Mack Sennett de 1912, A Dash Through the Clouds, apresenta uma mulher obcecada pela aviação chamada "Josephine", interpretada por Mabel Normand, voando com o piloto de aviação da vida real Philip Parmelee.
- A música é interpretada no longa-metragem The Story of Vernon and Irene Castle (1939).
- A canção foi cantada em um episódio da 8ª temporada de The Waltons, "The Silver Wings" (1979).
- Também foi gravada por Benay Venuta para a gravação do elenco musical da Broadway de Hazel Flagg (1953).
- Fragmentos da música são cantados a cappella no filme Titanic (1997), inicialmente pelo personagem Jack (Leonardo DiCaprio) para Rose e posteriormente, enquanto aguardava o resgate, por Rose (Kate Winslet); também aparece na cena deletada onde os personagens voltam da festa irlandesa na terceira classe, e sussurram para Rose durante a cena "Estou voando".[4][5]
- Moya Brennan gravou a música da segunda trilha sonora do filme, Back to Titanic (1998).
- Foi incluída como peça de karaokê no episódio dos Simpsons, O Homem das Calças de Flanela Azul (2011), quando na tentativa de impedir seu chefe, Sr. Montgomery Burns, de estragar sua festa, Homer pede ao DJ para tocar a música mais antiga música que ele tem. Coincidentemente, a música completou oficialmente 100 anos na época do lançamento do episódio.
- A letra da música foi usada como nome de capítulo e um mantra e tema comum no romance de Clive Cussler, The Race (2011).
- Fragmentos da música foram usados a cappella na série de televisão Peaky Blinders (2013), episódio dois da primeira temporada.
- No episódio Desencanto "Freak Out!" (2021), um quarteto canta o refrão de Bean.
- O episódio 4 da 3ª temporada de I Think You Should Leave (2023) apresenta crianças em um recital cantando a primeira estrofe.

## Ligações Externas
- "Come Josephine In My Flying Machine" Repartitura